# كركيخان (غودرزي)
كركيخان (بالفارسية: کرکیخان) هي مستوطنة تقع في إيران في قسم غودرزي الريفي. يقدر عدد سكانها بـ 1,713 نسمة .